# Nederland op het Eurovisiesongfestival 2007

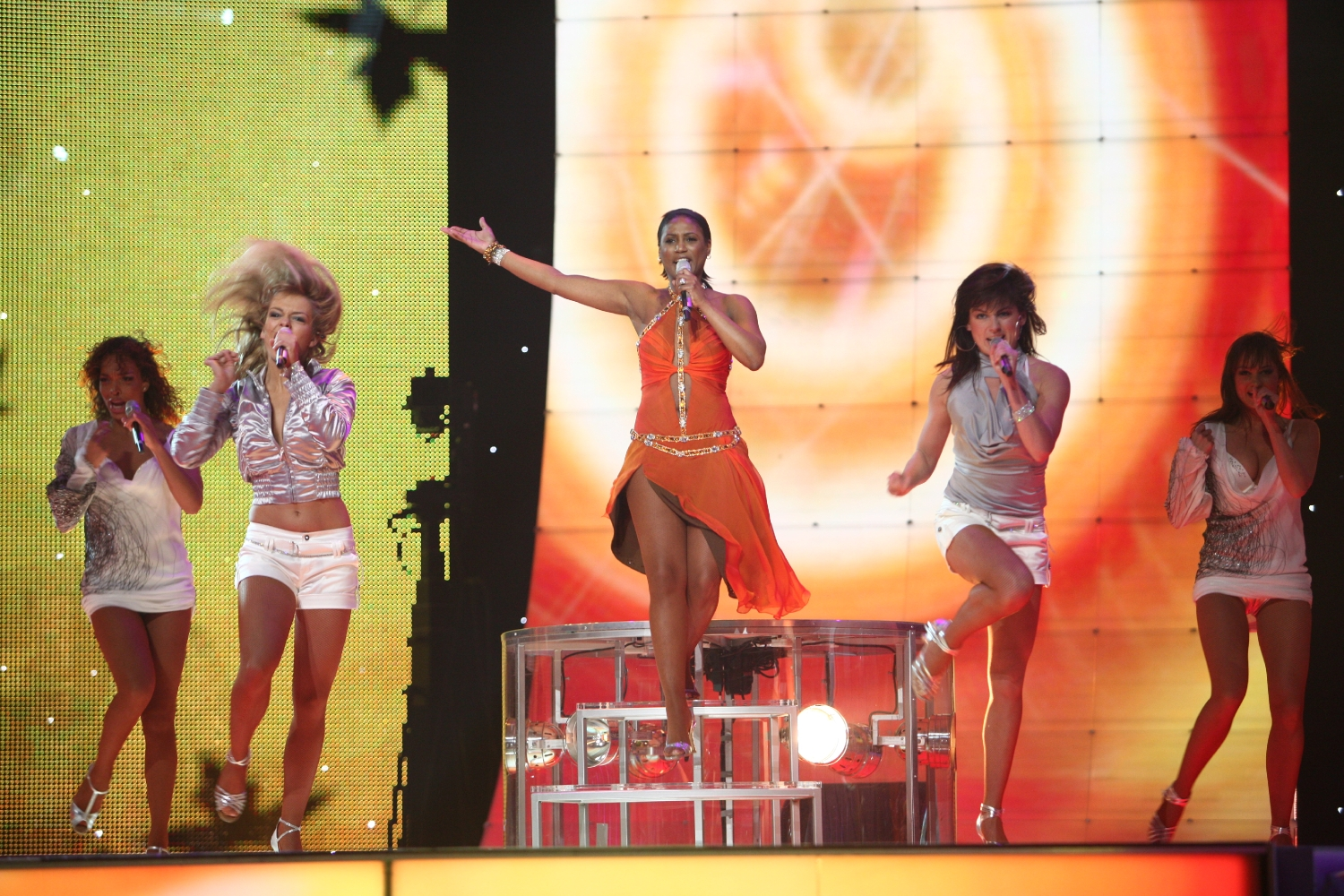
Edsilia Rombley wist in Helsinki de finale niet te bereiken.

Nederland nam deel aan het Eurovisiesongfestival 2007 in Helsinki, Finland. Het was de 48ste deelname van het land op het Eurovisiesongfestival. De NOS was verantwoordelijk voor de Nederlandse bijdrage.

## Selectieprocedure
In een speciale uitzending van Mooi! Weer De Leeuw, getiteld "Mooi Weer Nationaal Songfestival", zong Edsilia drie nummers. Ze zou zelf het nummer kiezen maar er was wel een panel in de zaal aanwezig die Edsilia advies gaf over de zang en nummers. Het winnende nummer was Nooit meer zonder jou. Voor het Songfestival werd dit veranderd in On top of the world om een breder publiek te bereiken.

#### Resultaat
| Plaats | Lied                  |
| ------ | --------------------- |
| 1      | Nooit meer zonder jou |
| 2      | Eén keer meer dan jij |
| 3      | Meer dan ooit         |

## In Helsinki
In Helsinki moest Nederland eerst aantreden in de halve finale. Rombley was als tiende van 28 deelnemers aan de beurt. Bij het openen van de enveloppen bleek dat Nederland zich niet had geplaatst voor de finale. Na afloop van het festival bleek dat Nederland op een 21ste plaats was geëindigd, met 38 punten. Het was de derde keer op rij dat Nederland de finale niet haalde.

## Punten

### Gekregen punten

#### Halve finale
| 12 punten             | 10 punten    | 8 punten   | 7 punten | 6 punten                           |
| --------------------- | ------------ | ---------- | -------- | ---------------------------------- |
|                       | - België     | - Malta    |          |                                    |
| 5 punten              | 4 punten     | 3 punten   | 2 punten | 1 punt                             |
| - Andorra - Hongarije | - Denemarken | - Portugal |          | - Israël - Noorwegen - Zwitserland |

### Punten gegeven door Nederland
Punten gegeven in de halve finale:
| 12 punten | Turkije    |
| 10 punten | Servië     |
| 8 punten  | Hongarije  |
| 7 punten  | Letland    |
| 6 punten  | Slovenië   |
| 5 punten  | Georgië    |
| 4 punten  | Portugal   |
| 3 punten  | Noorwegen  |
| 2 punten  | België     |
| 1 punt    | Denemarken |

Punten gegeven in de finale:
| 12 punten | Turkije               |
| 10 punten | Armenië               |
| 8 punten  | Servië                |
| 7 punten  | Bosnië en Herzegovina |
| 6 punten  | Duitsland             |
| 5 punten  | Griekenland           |
| 4 punten  | Hongarije             |
| 3 punten  | Letland               |
| 2 punten  | Georgië               |
| 1 punt    | Oekraïne              |

1956 · 1957 · 1958 · 1959 · 1960 · 1961 · 1962 · 1963 · 1964 · 1965 · 1966 · 1967 · 1968 · 1969 · 1970 · 1971 · 1972 · 1973 · 1974 · 1975 · 1976 · 1977 · 1978 · 1979 · 1980 · 1981 · 1982 · 1983 · 1984 · 1985 · 1986 · 1987 · 1988 · 1989 · 1990 · 1991 · 1992 · 1993 · 1994 · 1995 · 1996 · 1997 · 1998 · 1999 · 2000 · 2001 · 2002 · 2003 · 2004 · 2005 · 2006 · 2007 · 2008 · 2009 · 2010 · 2011 · 2012 · 2013 · 2014 · 2015 · 2016 · 2017 · 2018 · 2019 · 2020 · 2021 · 2022 · 2023 · 2024 · 2025